# La mia vita fino ad oggi
La mia vita fino ad oggi è un film del 1999 diretto da Hugh Hudson basato sulle memorie di Denis Forman. Il film racconta le vicende di una famiglia in Scozia negli anni successivi alla prima guerra mondiale, il tutto visto attraverso gli occhi di un bambino di dieci anni.